# Royal Shakespeare Company

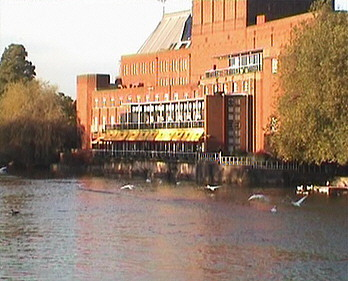
Stratford-upon-Avon, Royal Shakespeare Theatre

Die Royal Shakespeare Company (abgekürzt RSC) ist ein Theaterensemble in Stratford-upon-Avon, London und Newcastle. Sie wurde 1960 durch Peter Hall gegründet. In Stratford bespielt und unterhält sie das Royal Shakespeare Theatre (1933 als Shakespeare Memorial Theatre erbaut, 1961 umbenannt), das den elisabethanischen Bühnen nachempfundene Swan Theatre sowie das kleine Theater The Other Place. Das 1982 als Londoner Spielort der RSC erbaute Barbican Theatre im Barbican Centre verließ das Ensemble 2002, um fortan an wechselnden Spielorten in der Stadt zu spielen. 2019 wurde die Royal Shakespeare Company von rund 974.000 Personen besucht. 2022 betrug die Besucherzahl etwa 672.000 Menschen.

## Aufführungen (Auswahl)
- Die Rosenkriege (Wars of the Roses), Adaptation von Heinrich VI. Teil 1–3 und Richard III.; Regie: Peter Hall (1963/64)
- Das Wintermärchen, Regie Trevor Nunn (1969/70); Regie John Barton und Trevor Nunn (1976); Regie Richard Eyre (1981); Regie Terry Hands (1985/86); Regie Adrian Noble (1992)
- Ein Sommernachtstraum, Regie Peter Brook (1970)
- Macbeth, mit Judi Dench und Ian McKellen (1977)
- Nicholas Nickleby (1980)
- Richard III., mit Antony Sher (1984)
- Les Misérables (1985)
- Gefährliche Liebschaften in der Bearbeitung von Christopher Hampton, mit Lindsay Duncan, Juliet Stevenson und Alan Rickman (1985)
- The Plantagenets Adaptation von Heinrich VI. Teil 1–3 und Richard III. Regie Adrian Noble mit Anton Lesser und Ralph Fiennes (1988)
- Hamlet, u. a. 1992 mit Kenneth Branagh, Regie Adrian Noble, und 2008/09 mit David Tennant, Regie Greg Doran (letztere auch filmisch umgesetzt)

## Intendanten
- Peter Hall (1960–1968)
- Trevor Nunn (1968–1978)
- Trevor Nunn und Terry Hands (1978–1986)
- Terry Hands (1986–1991)
- Adrian Noble (1991–2003)
- Michael Boyd (2003–2012)
- Greg Doran (seit 2012)

## Angesehene ehemalige und aktuelle Schauspieler
| A - F. Murray Abraham - Joss Ackland - Roger Allam - Sheila Allen† - Miles Anderson - Harry Andrews† - Francesca Annis - Richard Armitage - Alun Armstrong - Peggy Ashcroft† - Eileen Atkins - James Aubrey† - Hayley Atwell B - Ian Bannen† - Alan Bates† - Simon Russell Beale - Sean Bean - Diane Beck - Nicholas Bell - Paul Bettany - Colin Blakely† - Brian Blessed - Brenda Blethyn - Samantha Bond - Stephen Boxer - David Bradley - Kenneth Branagh - Brenda Bruce - Richard Burton† C - Simon Callow - Cheryl Campbell - James Chalmers - Ian Charleson† - Tony Church - Shelley Conn - Ron Cook - Brian Cox - Ben Cross - Julian Curry - Cyril Cusack† - Niamh Cusack - Sinéad Cusack - Henry Ian Cusick - Tim Curry | D - Joshua Dallas - Timothy Dalton - Charles Dance - Daniel Day-Lewis - Judi Dench - Jill Dixon - Simon Dormandy - Roy Dotrice† - Amanda Drew - Lindsay Duncan E - Peter Egan - Tamsin Egerton - Jennifer Ehle - Edith Evans† - Rupert Evans F - Nicholas Farrell - Mia Farrow - Ralph Fiennes - Joseph Fiennes - Emma Fielding - Colin Firth - Susan Fleetwood - Oliver Ford Davies - James Frain - Rosemary Frankau - Philip Franks G - Mariah Gale - Michael Gambon - Romola Garai - William Gaunt - Colin George - Mala Ghedia - John Gielgud† - Iain Glen - Julian Glover - Patrick Godfrey - Louise Gold - Michelle Gomez - Michael Goodliffe - Henry Goodman - Nickolas Grace - Anita Graham - Tamsin Greig - Richard Griffiths† - Jane Gurnett - Jack Gwillim† - Mike Gwilym | H - Nigel Hawthorne† - Guy Henry - Greg Hicks - Ciarán Hinds - Dustin Hoffman - Ian Holm - Michael Hordern† - Jane Horrocks - Will Houston - Alan Howard† - Gareth Hunt† - Kelly Hunter - Colin Hurley - Geoffrey Hutchings† - Jonathan Hyde I - Tracy Ifeachor - Barrie Ingham - Jeremy Irons J - Glenda Jackson - Derek Jacobi - Emrys James - Tony Jay† - Michael Jayston - Barbara Jefford - Alex Jennings - Richard Johnson† - Griffith Jones K - Alexis Kanner† - Charles Kay - Geoffrey Keen† - Katherine Kelly - Ben Kingsley - Alex Kingston - Michael Kitchen - Alice Krige L - Peter Land - Jane Lapotaire - Jude Law - Josie Lawrence - Vivien Leigh† - Barbara Leigh-Hunt - Anton Lesser - Damian Lewis - John Lithgow - Cherie Lunghi - Patti LuPone | M - Matthew Macfadyen - Art Malik - Lesley Manville - Joseph Marcell - Roger Martin - Daniel Massey† - Eric Maxon - Richard McCabe - Alec McCowen† - Sylvester McCoy - Ian McDiarmid - Malcolm McDowell - Peter McEnery - Ian McKellen - Leo McKern† - Helen Mirren - Richard Moore - Julian Morris - Carey Mulligan - Brian Murray† - Eve Myles N - Gwen Nelson - John Nettles O - Chiké Okonkwo - Gary Oldman - Lord Laurence Olivier† - Peter O’Toole† - David Oyelowo P - Richard Pasco† - Trevor Peacock - Bob Peck† - Michael Pennington - Edward Petherbridge - Siân Phillips - Ronald Pickup - Tim Pigott-Smith† - Christopher Plummer† - Eric Porter† - Mike Pratt† - Jonathan Pryce - James Purefoy | Q - Hugh Quarshie - Anthony Quayle† - Diana Quick R - Michael Redgrave† - Vanessa Redgrave - Siobhan Redmond - Roger Rees† - Emily Richard - Ian Richardson† - Miles Richardson - Joely Richardson - Ralph Richardson† - Alan Rickman† - Diana Rigg† - David Rintoul - Linus Roache - Norman Rodway - Paul Rogers† - Clifford Rose - Mark Rylance S - Paul Scofield† - Nicholas Selby - Fiona Shaw - Sebastian Shaw† - W. Morgan Sheppard - Antony Sher - John Shrapnel - Donald Sinden† - Georgia Slowe - Jonathan Slinger - Timothy Spall - Walter Sparrow† - Elizabeth Spriggs† - Robert Stephens† - Toby Stephens - Juliet Stevenson - Patrick Stewart - Mark Strong - Imogen Stubbs - David Suchet - Janet Suzman - Tilda Swinton | T - David Tennant - Ellen Terry† - John Thaw† - Gareth Thomas† - David Threlfall - Frances de la Tour - Herbert Beerbohm Tree† - Dorothy Tutin - Margaret Tyzack† U - Mary Ure† V W - Harriet Walter - Derek Waring - David Warner - Zoë Wanamaker - Dennis Waterman - Ruby Wax - Samuel West - Timothy West - Michael Williams† - Nicol Williamson† - Penelope Wilton - Clive Wood - John Wood† - Peter Woodthorpe† - John Woodvine - Irene Worth† X Y - Susannah York† Z |